# Naverstads socken
Naverstads socken i Bohuslän ingick i Bullarens härad, ingår sedan 1971 i Tanums kommun och motsvarar från 2016 Naverstads distrikt.
Socknens areal var den 1 januari 1952 277,79 kvadratkilometer, varav 250,79  km² land. År 2000 fanns här 1 185 invånare. Orten Östad samt sockenkyrkan Naverstads kyrka ligger i socknen. 

## Administrativ historik
Naverstads socken har medeltida ursprung. 
Vid kommunreformen 1862 övergick socknens ansvar för de kyrkliga frågorna till Naverstads församling och för de borgerliga frågorna bildades Naverstads landskommun. Landskommunen inkorporerades 1952 i Bullarens landskommun som 1971 uppgick i Tanums kommun. Församlingen uppgick 2002 i Naverstad-Mo församling.
1 januari 2016 inrättades distriktet Naverstad, med samma omfattning som församlingen hade 1999/2000.  
Socknen har tillhört län, fögderier, tingslag och domsagor enligt vad som beskrivs i artikeln Bullarens härad. De indelta soldaterna tillhörde Bohusläns regemente, Bullarens kompani och de indelta båtsmännen tillhörde 1:a Bohusläns båtsmanskompani. Rotenummer i Bullarens kompani var:
Holkekärr 1, Rör 2, Torp 3, Smeberg 4, Norra Skrammestad 5, Södra Skrammestad 6, Skackestad 7, Östra Östad 8, Västra Östad 9, Södra Naverstad 10, Norra Naverstad 11, Håbäckemarken 12, Edsäm 13, Jaren 14, Snöveröd 15, Södra Tingvall 16, Norra Säm 17, Södra Säm 18, Sundshult 48, Örmjält 49, Rimseröd 50, Äsperöd 51, Tegen 52, Nedre Buane 53, Flötemarken 54, Backen 55, Rörane 56, Fagerhult 57. Därtill kom av Första Bohusläns båtsmanskompani: Poderöd 155, Tyft 156, Hovsäter 157, Möre 158, Vassbotten 158, Ällelien 159, Sögård 160 och av samma kompanis nya ordinarie rotering: Älgeland Västra 4, Ejgde 7 samt av extra båtsmansrotehållet: Prästgården 3.

## Geografi och natur
Naverstads socken ligger sydost om Strömstad kring Bullaresjöarna. Socknen har odlingsbygd kring Bullaresjöarna är i övrigt en bergig skogsbygd.
Socknen ligger norr om Mo socken och öster om Lurs socken och Tanums socken.
I socknen finns flera naturreservat. Bredmossarna med Fiskelössjön och Tingvall ingår i EU-nätverket Natura 2000, Kynnefjäll-Sätret som delas med Krokstads socken i Munkedals kommun, Mårtensröd och Torödsmossen är kommunala naturreservat.
Socknen är rik på insjöar. De största är Norra och Södra Bullaresjön (den senare delas med Mo socken), vidare Övre Bolsjön, Ejgdesjön, Långvattnet (delas med Lurs socken), Mellan-Kornsjön (delas med Töftedals socken i Dals-Eds kommun) och Södra Kornsjön (delas med Töftedals socken i Dals-Eds kommun och Krokstads socken i Munkedals kommun.
Före 1531 fanns borgen Olsborg vid Södra Bullaresjön.
Före 1864 låg Bullarens härads tingsställe i Tingvall. Gästgiverier fanns vid häradets senare tingsställe Östad samt i Fagerhult, Hovsäter och Tyft.
| - Amunderöd - Backa, by vid Södra Bullaresjön. - Backen - Botten - Buane, flera byar i socknen: Fjäll Buane och Övre Buane vid Buafjäll vid gränsen till Dalsland samt Nedre Buane vid Kynne älv. - Bullareby, Norr-Bullareby var länsmansboställe och Sör-Bullareby var sergeantsboställe. - Edsäm - Ejgde - Erikseröd - Fagerhult - Flötemarken - Fossane - Grubberöd - Gunneröd - Halvordsröd - Hovsäter - Hovträd - Hagen - Håbäckemarken - Holkekärr - Hästhagen - Jaren - Jonsbo - Klageröd och Pålseröd var trumslagareboställe - Korpeskogen - Korungeröd - Koxeröd, här fanns ett hovslagareboställe. - Kynnefjäll - Mickelskogen - Möre - Nasslebacka, by vid gränsen mot Norge. - Norra Näs - Ramberg, Norra och Södra | - Rimseröd - Rålsereröd - Röane, by vid riksgränsen. - Rör - Rörane - Skackestad - Skrammestad, Norra och Södra - Smeberg - Snöveröd - Stabäckehult - Stengrimseröd - Sundshult - Sågemarken - Säm, Norra och Södra - Sögård - Tegen - Tingvall, by med prästhemman. - Torgerslund - Torgersröd - Torp - Tungene - Tyft - Ulseröd - Vassbotten - Västeröd - Ån - Älgeland - Ällelien - Äsperöd - Örmjält - Östad. - Österöd - Öxnedalen | - Buxungeröd - Harebo - Hogar, tidigare pistolsmedsboställe. - Håltane - Hökalund, tidigare sergeantsboställe. - Inlag - Lersik - Ligäld - Liveröd - Musland, före detta hovslagareboställe. - Mårtensröd - Mörehagen - Nygård, gård vid norska gränsen. - Orremyren - Påderöd - Pålseröd, tidigare militieboställe. - Signeröd, tidigare sadelmakareboställe. - Skådet - Sommaren - Svenshult - Ödegården |

## Fornlämningar
Cirka 100 boplatser och en hällkista från stenåldern har påträffats. Från bronsåldern finns ett tiotal gravrösen. Från järnåldern finns cirka 400 gravar och två fornborg.

## Befolkningsutveckling
| Befolkningsutveckling i Naverstad Socken 1571-1990                                           | Befolkningsutveckling i Naverstad Socken 1571-1990 | Befolkningsutveckling i Naverstad Socken 1571-1990 | Befolkningsutveckling i Naverstad Socken 1571-1990 | Befolkningsutveckling i Naverstad Socken 1571-1990 |
| -------------------------------------------------------------------------------------------- | -------------------------------------------------- | -------------------------------------------------- | -------------------------------------------------- | -------------------------------------------------- |
|                                                                                              |                                                    |                                                    |                                                    |                                                    |
| År                                                                                           |                                                    |                                                    | Invånare                                           |                                                    |
| 1571                                                                                         | 1571                                               |                                                    | 302                                                | 302                                                |
| 1620                                                                                         | 1620                                               |                                                    | 465                                                | 465                                                |
| 1699                                                                                         | 1699                                               |                                                    | 1 074                                              | 1 074                                              |
| 1718                                                                                         | 1718                                               |                                                    | 1 036                                              | 1 036                                              |
| 1735                                                                                         | 1735                                               |                                                    | 1 608                                              | 1 608                                              |
| 1751                                                                                         | 1751                                               |                                                    | 1 605                                              | 1 605                                              |
| 1780                                                                                         | 1780                                               |                                                    | 1 526                                              | 1 526                                              |
| 1805                                                                                         | 1805                                               |                                                    | 1 614                                              | 1 614                                              |
| 1830                                                                                         | 1830                                               |                                                    | 2 330                                              | 2 330                                              |
| 1865                                                                                         | 1865                                               |                                                    | 3 770                                              | 3 770                                              |
| 1880                                                                                         | 1880                                               |                                                    | 3 716                                              | 3 716                                              |
| 1900                                                                                         | 1900                                               |                                                    | 3 118                                              | 3 118                                              |
| 1910                                                                                         | 1910                                               |                                                    | 2 742                                              | 2 742                                              |
| 1920                                                                                         | 1920                                               |                                                    | 2 553                                              | 2 553                                              |
| 1930                                                                                         | 1930                                               |                                                    | 2 406                                              | 2 406                                              |
| 1940                                                                                         | 1940                                               |                                                    | 2 268                                              | 2 268                                              |
| 1950                                                                                         | 1950                                               |                                                    | 2 013                                              | 2 013                                              |
| 1960                                                                                         | 1960                                               |                                                    | 1 730                                              | 1 730                                              |
| 1990                                                                                         | 1990                                               |                                                    | 1 254                                              | 1 254                                              |
| Källa: Andersson Palm, Lennart (2000). Folkmängden i Sveriges socknar och kommuner 1571-1997 |                                                    |                                                    |                                                    |                                                    |

## Namnet
Namnet skrevs 1334 Nafuarstodum och kommer från kyrkbyn. Namnet innehåller mansnamnet Nafar och sta(d), 'plats, ställe'.